# Lug (ansa)

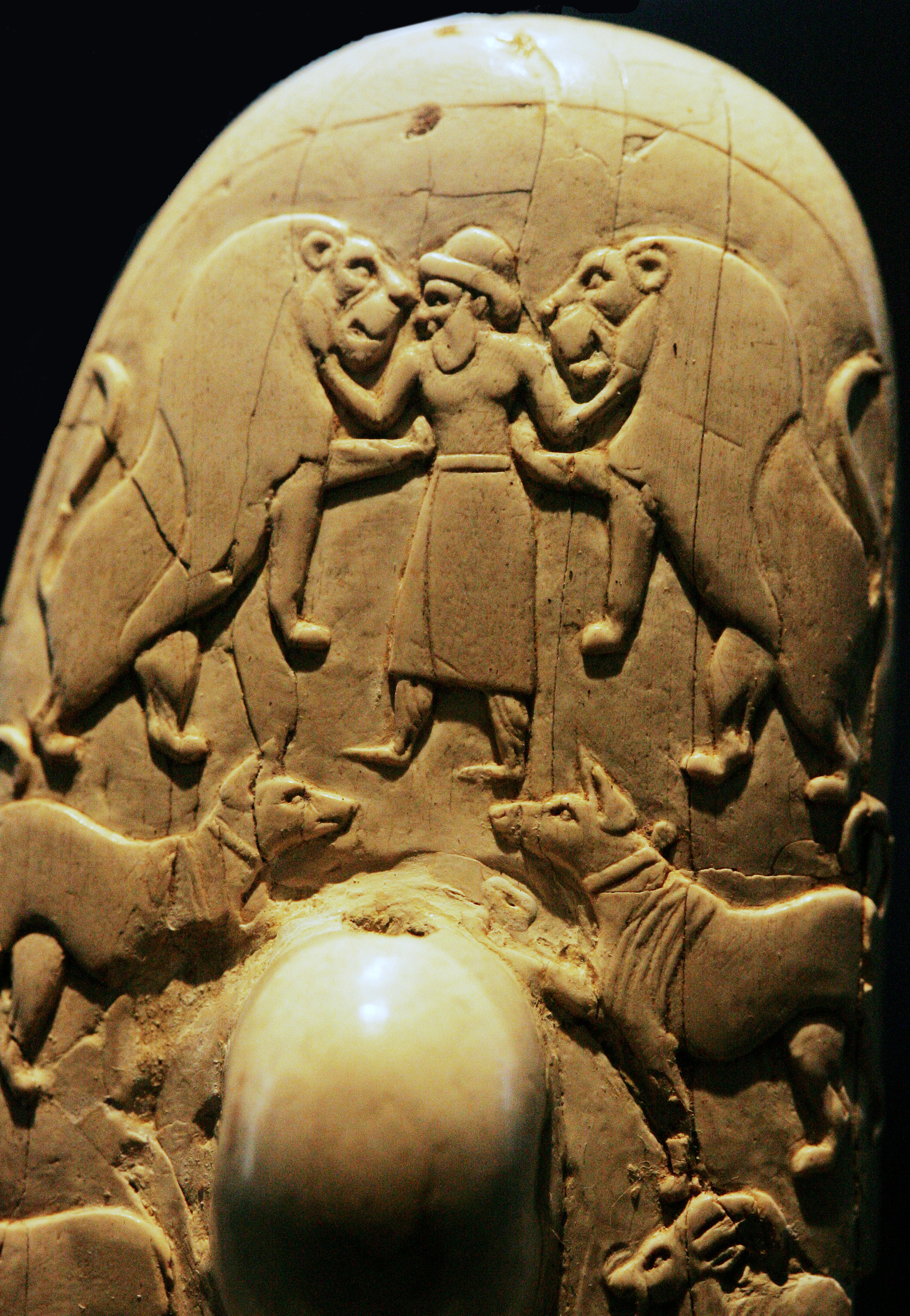
Un sol lug, amb buit vertical, del coltell de Gebel el-Arak

El lug és una protuberància habitualment adornarda, un pom, o prominència en el costat d'un recipient: gerro, gerra, got, etc. També n'hi ha en les terrisses prehistòriques, gerros de pedra, o recipients provinents de l'antic Egipte, vaixella de Hembury, claw beaker (espècie de gerros utilitzats per a beure), i llança porquera.
Una lug pot tenir un buit per a penjar el recipient, o bé ser format tan sols d'una prominència, sense buit. En l'antic Egipte els lug tenien una obertura per a penjar-los; els recipients comunament eren dotats de 2 o 3 lug.
En el període romà es posava els lug en algunes menes de blocs que componien les columnes per facilitar-ne la construcció. Després que els blocs, fent passar una corda en els lug, havien estat alçats i posats en llur posició permanent amb una grua, els lug ja inútils eren cisellats.

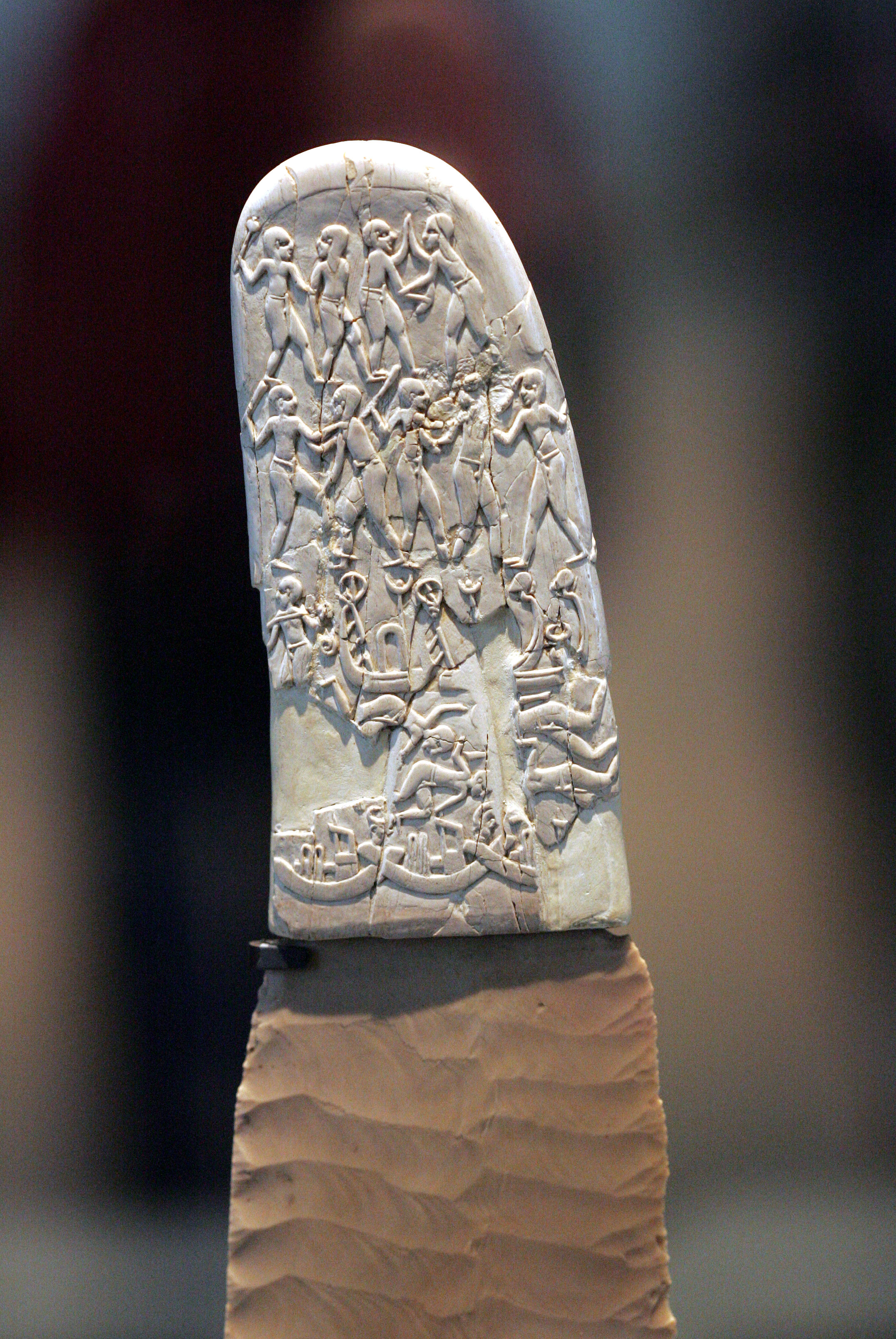
Part frontal del coltell de Gebel el-Arak
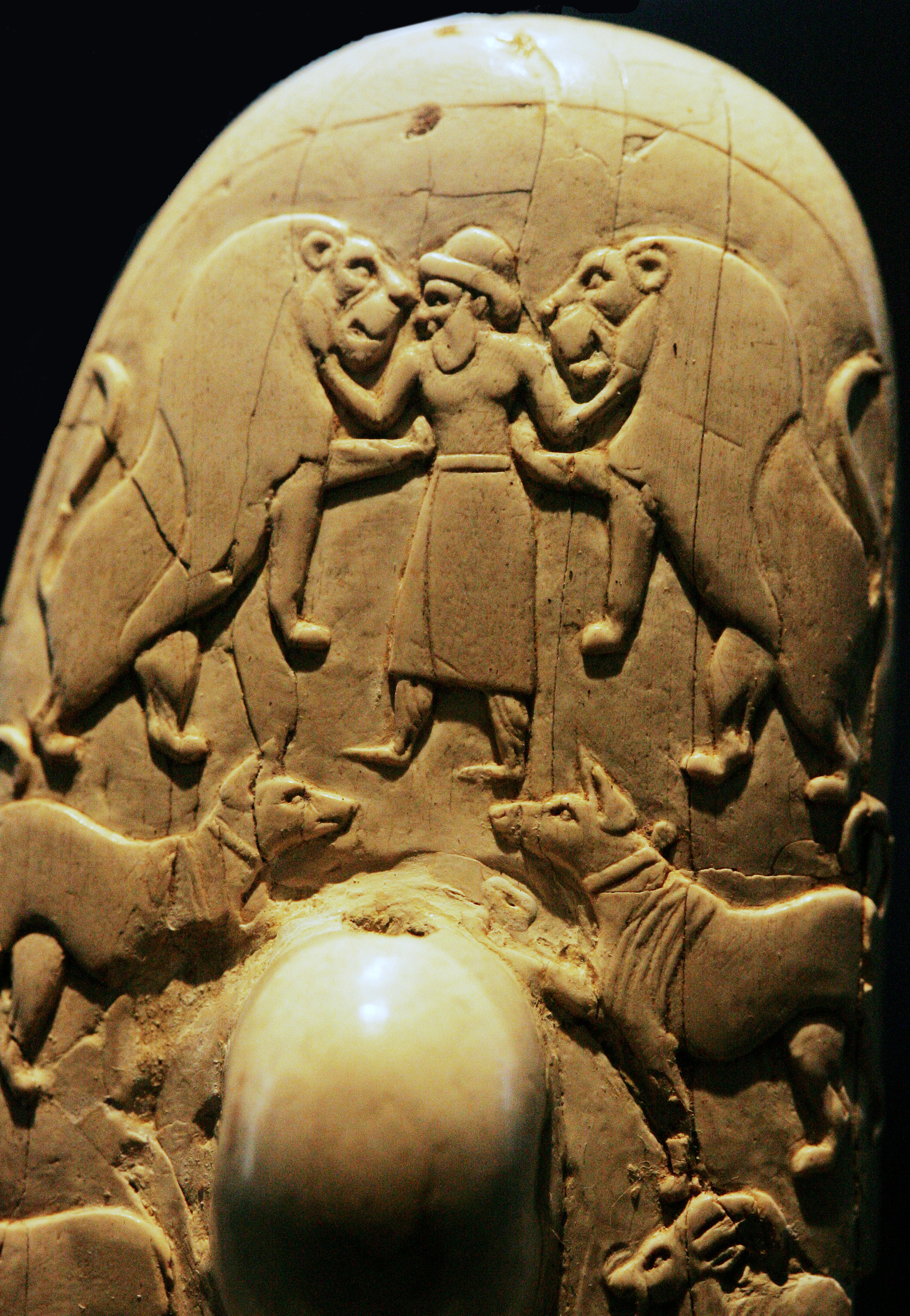
Part amb el lug del coltell de Gebel el-Arak
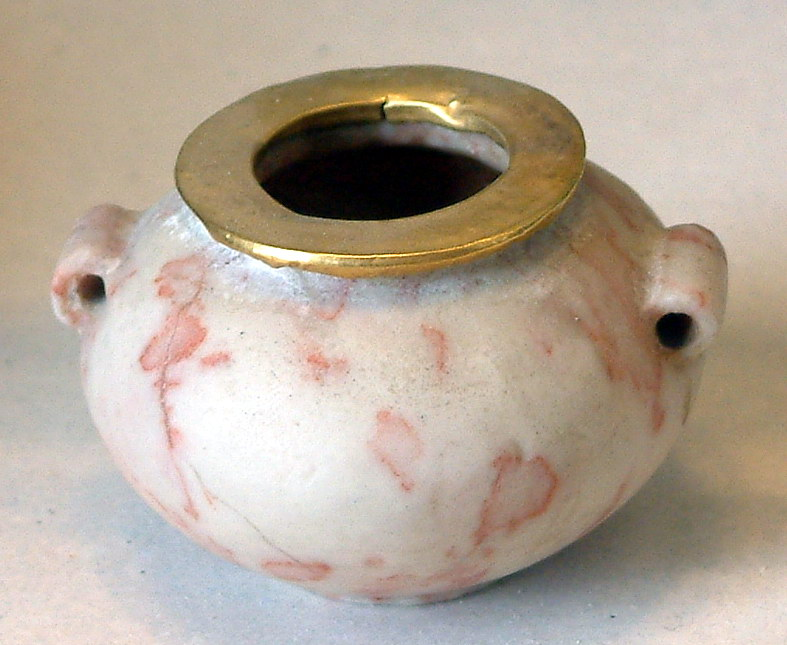
Gerro amb lug de l'Antic Egipte i gerro de pedra foradat (III mil·lenni a.C.)
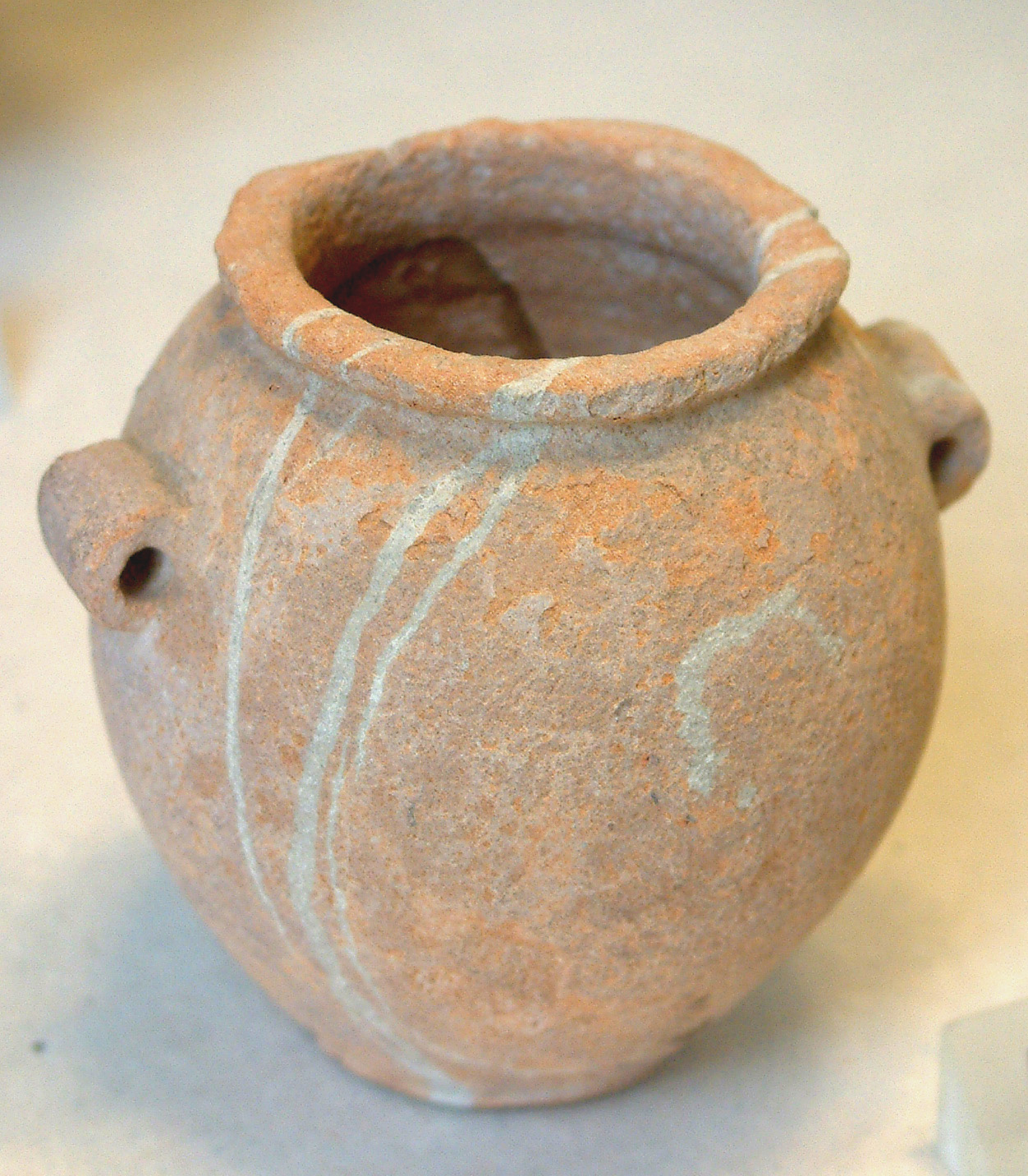
Porcellana amb lug de l'Antic Egipte (primeres dinasties)